# Most-Híd

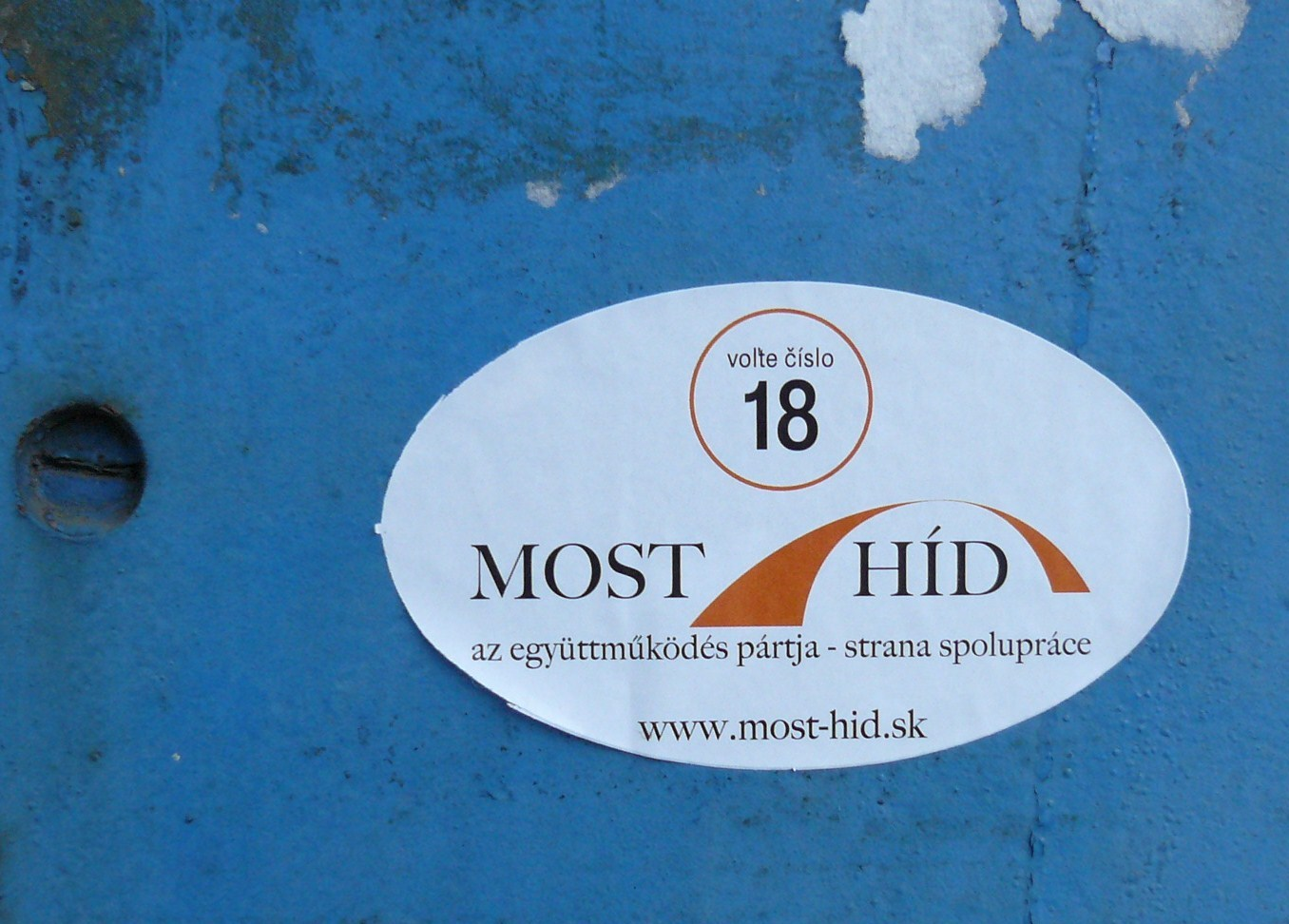
Naklejka wyborcza partii na dworcu głównym w Bratysławie (2010)

Most (słow. Most, węg. Híd, Most-Híd) – słowacka partia polityczna o profilu konserwatywno-liberalnym, działająca na rzecz  współpracy słowacko-węgierskiej na Słowacji. Funkcjonowała w latach 2009–2021. Należała do Europejskiej Partii Ludowej.

## Historia
Partia została założona 30 czerwca 2009 przez byłych działaczy Partii Węgierskiej Koalicji (m.in. Bélę Bugára, Gábora Gála, László Nagya, Tibora Bastrnáka). Na czele ugrupowania stanął były przewodniczący Partii Węgierskiej Koalicji Béla Bugár, zaś jego zastępcą został m.in. Słowak Rudolf Chmel. Większość osób w zarządzie objęły osoby pochodzenia węgierskiego.
Partia opowiedziała się za pojednaniem Słowaków i Węgrów, tolerancją i otwartością wobec wspólnot narodowych żyjących na Słowacji, którą chce widzieć jako „kraj wielonarodowy, wielojęzyczny i multikulturowy”. Wśród swoich celów wymieniła obronę i rozwój demokracji oraz praw jednostki, blokowanie ustaw ograniczających prawa obywatelskie, solidarność społeczną, politykę prorodzinną i równościową, a także współpracę z sąsiadami.
Partia wzięła udział w wyborach w 2010, uzyskując 8,1% głosów i 14 mandatów. Poparli ją również wyborcy w regionach niezamieszkanych przez mniejszość węgierską. Wśród 14 parlamentarzystów ugrupowania znalazło się 7 Węgrów i 7 Słowaków, z których 4 było wówczas członkami Obywatelskiej Partii Konserwatywnej.
Przedstawiciele Most-Híd współtworzyli powołany w 2010 rząd Ivety Radičovej, który upadł w 2012. W przedterminowych wyborach w 2012 ugrupowanie otrzymało 6,9% głosów i 13 miejsc w Radzie Narodowej, po czym znalazło się w opozycji. W wyborach europejskich w 2014 partia dostała 5,8% głosów i 1 mandat europosła, który zdobył József Nagy.
W 2016 ugrupowanie otrzymało 6,5% głosów i 11 mandatów w Radzie Narodowej. Most-Híd dołączył następnie do koalicji tworzącej trzeci rząd Roberta Ficy i zdominowanej przez partię SMER, obsadzając dwa resorty w ramach nowego gabinetu. W 2018 współtworzył nowy koalicyjny gabinet premiera Petera Pellegriniego. W wyborach europejskich w 2019 partia z wynikiem 2,6% nie przekroczyła wyborczego progu. W wyborach do Rady Narodowej w 2020 Most-Híd dostał 2,1% głosów, tracąc swoją poselską reprezentację. W konsekwencji Béla Bugár ogłosił swoją rezygnację z funkcji przewodniczącego. W maju 2020 na czele partii stanął László Sólymos.
Partia funkcjonowała do października 2021, kiedy to zjednoczyła się m.in. z Partią Społeczności Węgierskiej, współtworząc nowe ugrupowanie pod nazwą Sojusz.

## Wyniki wyborcze
| Wybory | Poparcie | Mandaty | Zmiana |
| ------ | -------- | ------- | ------ |
| 2010   | 8,1%     | 14      | –      |
| 2012   | 6,9%     | 13      | +1     |
| 2016   | 6,5%     | 11      | –2     |
| 2020   | 2,1%     | 0       | –11    |

| Wybory | Poparcie | Mandaty | Zmiana |
| ------ | -------- | ------- | ------ |
| 2014   | 5,8%     | 1       | –      |
| 2019   | 2,6%     | 0       | –1     |